# Peja vs Tede
Peja vs Tede – trwający nieprzerwanie od 2009 roku beef pomiędzy raperami Ryszardem „Peją” Andrzejewskim a Jackiem „Tede” Granieckim uważany za najsłynniejszy w historii polskiego hip-hopu.

## Początek konfliktu

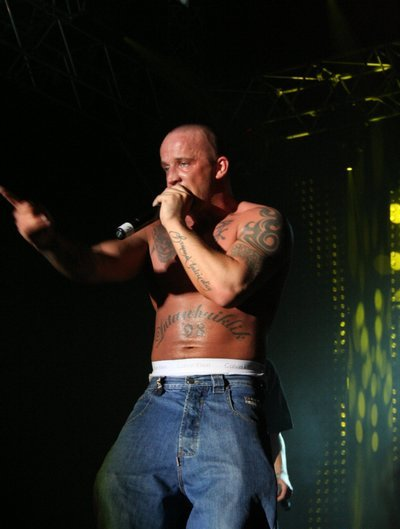
Peja, 2008 rok

12 września 2009 roku podczas koncertu Pei podczas Winobrania, miejskiego święta Zielonej Góry, doszło do incydentu, podczas którego poszkodowany został piętnastoletni uczestnik koncertu. Tuż po wykonaniu piosenki „Głucha noc” raper zareagował na skierowany do niego gest środkowego palca, jaki przez cały czas trwania koncertu miał wykonywać jego małoletni uczestnik. Raper skierował do uczestnika koncertu szereg wyzwisk, a następnie podburzył innych uczestników koncertu do zaatakowania go. Zdarzeniu przyglądał się ze sceny, wykrzykując „...tak kończą frajerzy...”. Akcja została nagłośniona, gdy kilka dni po imprezie nagranie ją przedstawiające zostało wyemitowane w telewizji.
Incydent spolaryzował krajową scenę hip-hopową. Wyrazy poparcia Pei udzielił m.in. członek poznańskiego zespołu Killaz Group Dominik „Kaczor” Kaczmarek, który skomentował incydent w następujący sposób: „Jeśli miał odwagę pokazywać środkowy palec, powinien również mieć odwagę ponieść konsekwencje”. Z kolei popularny w latach dziewięćdziesiątych Piotr „Liroy” Marzec stwierdził: „Agresja zawsze wraca do nas i to jest tego przykład”. Przemysław „Hans” Frencel z poznańskiej grupy Pięć Dwa powiedział natomiast: „Podobno list w sprawie incydentu w Zielonej Górze zostanie wysłany do wszystkich samorządów, jeśli tak, odbije się to prawdopodobnie na większości artystów kojarzonych ze sceną polskiego Rapu. Mam nadzieję, że nie zostaniemy wszyscy wrzuceni do jednego worka. Na koncertach 52 Dębiec nigdy nie miała miejsca podobna sytuacja. Dobijam do trzydziestki i miałbym dać się sprowokować krzyczącemu nastolatkowi, który nas nie lubi? To śmieszne. Pięć Dwa jest zdecydowanie ponad to”.
Jako pierwszy negatywnie o zdarzeniu wyraził się związany ze sceną warszawską Tede, który ironicznie podziękował Pei za ośmieszanie polskiego hip-hopu.

## Przebieg

### Faza konfrontacji bezpośredniej (2009–2010)

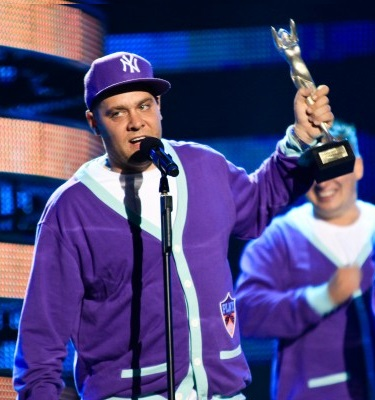
Tede, 2010 rok

26 września 2009 roku Peja w odwecie za krytykę w mediach społecznościowych poświęcił Tedemu kilka wersów podczas koncertowego freestyle'u w warszawskim Fonobarze. Obrażał w nim Tedego i wytykał mu współpracę z TVN, gdyż Tede prowadził wówczas program dla stacji TVN Turbo. W odpowiedzi 2 października 2009 Tede wypuścił minialbum Note2 Errata, który składał się z trzech utworów będących dissami na Peję.
Andrzejewski nie pozostawił sytuacji bez odpowiedzi i sam nagrał pięć dissów na rywala, które znalazły się na minialbumach Wszystko na mój koszt i Peja Kontruje. Odpowiedzią Tedego był kawałek „Rewolucja” nagrany wspólnie z Łukaszem „Mrozem” Mrozem, którego premiera miała miejsce 19 grudnia 2009 roku. 24 grudnia 2009 roku wydany został natomiast mixtape Tedego z dissami na Peję zatytułowany A/H24N2, który był dodawany w formie gratisu do koszulki jego wytwórni Wielkie Joł, za którą ustawiały się ogromne kolejki.
W dniu ogłoszenia wyroku sądowego (6 kwietnia 2010 roku) w sprawie nawoływania do pobicia jednego z uczestników koncertu odbyła się premiera pełnowymiarowego albumu studyjnego Pei Czarny wrzesień, na którym znalazło się szesnaście dissów na Tedego (w tym wydane na wcześniejszych minialbumach).

### Faza „zimnej wojny” (po 2010 roku)
Konflikt przez lata określany był mianem „zimnej wojny”, ponieważ raperzy unikali się i nie wchodzili ze sobą w interakcje. Można spekulować, iż konflikt nigdy się nie zakończy, gdyż Tede utrzymuje, iż „ma rację”, a Peja jest tego świadomy ponieważ „zmądrzał”, ale równocześnie oparłszy wieloletnią karierę o etos „honoru ulicy” nie może się wycofać i przyznać do błędu. Peja natomiast regularnie obraża Tedego, zapewnia też, że nigdy nie poda mu ręki, jednak jego zdaniem konflikt przygasł, ponieważ „nie kopie się leżącego”.
W 2014 roku, w ramach akcji hot16challenge Tede nominował Peję, który jednak nie przyjął nominacji. W 2020 roku, podczas drugiej edycji, Peja zawczasu zaapelował w mediach, aby ktoś go nominował, zanim zrobi to Tede. Ostatecznie nagrał szesnaście wersów po otrzymaniu nominacji od UNDADASEA i Michała „Era” Czajkowskiego.
Pod koniec 2017 roku w mediach pojawiły się informacje, że Peja wystąpi w programie Agent – Gwiazdy. Tede momentalnie odniósł się do sytuacji, przypominając raperowi, że na początku beefu głównym argumentem przeciwko niemu było to, iż sprzedał się, bo występuje na TVN-ie.
Na wydanej w 2019 roku płycie Karmagedon w utworze „Lump Air Nikiel” Tede po raz kolejny zdissował Peję, wspominając stare czasy i zarzucając rywalowi, iż „odrzucił stare zasady, które teraz nie mają dla niego znaczenia”, na przykład udzielając się w programach TVN-u. Na płycie odniósł się także do poznańskiego rapera w utworze „Ryyyj”. Stwierdził w nim, że Peja jest nikim i zmuszony jest nagrywać z Michałem „Young Multim” Rychlikiem, żeby wciąż istnieć na hip-hopowej scenie, co więcej Multi nagrał zwrotkę na dużo wyższym poziomie.
We wrześniu 2019, w dziesiątą rocznicę, Tede wydał reedecję Note2 Errata, która po raz pierwszy została wydana w formie fizycznej.
W 2022 roku Tede sparodiował Peję w jednym z filmów na swoim kanale „TEDEwizja” w serwisie YouTube.
W listopadzie 2022 Peja gościł na podcaście „WojewódzkiKędzierski”, gdzie przypomniał, że dla niego Tede jest „skończony w ludzkim wymiarze”, i dalej utrzymywał, że nigdy nie poda mu ręki. W marcu 2023 w tym samym podcaście gościł też Tede, który skwitował, że nie ma sensu wciąż poruszać tego tematu, bo „to było dawno temu”, i woli pytania o bieżące i ważne sprawy. Krótko podsumował, że nie ma żalu o konflikt, a nawet jest za niego wdzięczny, bo udało mu się go zmonetyzować. Zaznaczył jednak, że jego zdaniem w swoich dissach nigdy nie ubliżył Andrzejewskiemu.
W tym samym miesiącu producent Wacław „Waco” Gołdanowski w wywiadzie udzielonym Tomaszowi „CNE” Kleyffowi stwierdził, że w okresie największej intensywności beefu Tede miał „zachować się niegodnie”. Swoją wypowiedź rozwinął na Instagramie, gdzie stwierdził, iż Tede jako pierwszy miał prosić osoby spoza środowiska hip-hopowego o pomoc w „dopaleniu” rywala. Zaznaczył równocześnie, że szanuje obu raperów i nie zamierza stawać po żadnej ze stron.
W kwietniu 2023 Peja napisał na Facebooku obraźliwy żart o Tedem, wymieniając też Radzimira „Jimka” Dębskiego, który zagrał jego kawałek w 2022 na koncercie „Historia Polskiego Hip-Hopu” w Bemowie, na który Peja nie został zaproszony. Jimek odpowiedział, iż próbował się do Pei dodzwonić, jednak nie odbierał on telefonu. Zaproponował mu udział w kolejnych edycjach projektu, Peja jednak odmówił z uwagi na udział w projekcie Tedego.
W tym samym miesiącu anonimowy internauta posługujący się pseudonimem „ZNANY POLICJI” napisał piosenkę, którą za pomocą generatora głosów wykorzystującego sztuczną inteligencję przekształcił w pojednawcze „wspólne dzieło” Tedego i Pei. Utwór „Daj na zgodę” cieszył się sporą popularnością wśród internautów (245 tys. wyświetleń w serwisie YouTube po trzech tygodniach od publikacji).
W grudniu 2023 roku na koncercie jubileuszowym dziesięciolecia płyty Elliminati Tede niespodziewanie wykonał jeden z największych przebojów Pei, „Głuchą noc” (od której de facto zaczął się beef), krzycząc do tłumu „zróbcie hałas dla Rysia!”.

## Powiązane wydarzenia
- W 2019 roku formacja Dwa Sławy nagrała utwór „Twister”[46], którego fragment tekstu nawiązuje do konfliktu Pei i Tedego: Bo to się nie godzi jak Jacek i Rychu.
- W programie Oceń Wers Peja został poproszony o ocenienie tekstu Tedego, nie wiedząc, kto jest jego autorem. Wystawił mu najwyższą notę z możliwych[47].
- W przeszłości zarówno Peja, jak i Tede brali udział (choć nie bezpośrednio) we wspólnych projektach. Były to zbiorowe albumy wytwórni R.R.X., na które nagrali swoje utwory (Peja ze Slums Attack, Tede z Trzyhą): Wspólna scena (1997 rok)[48], Znasz zasady (1998 rok)[49] i Osiedle pełne rymów, czyli HIP HOP jak okiem sięgnąć (1998 rok)[50].